# Henry Clay Goodwin
Henry Clay Goodwin (* 2. Januar 1910 in Columbia; † 2. Juli 1979 in New York City) war ein US-amerikanischer Jazztrompeter (auch Gesang).
Goodwin war der Sohn der Honky-Tonk-Pianistin Blossom Harrison. Er lernte Schlagzeug, Tuba und Trompete, spielte bei Sam Taylor und Claude Hopkins, mit dem er 1925 Josephine Baker auf ihrer Europa-Tournee begleitete. In Berlin beschloss er aber nach New York zurückzukehren. Er spielte mit einer Band von Paul Wyer in Argentinien und nach der Rückkehr in New York mit Elmer Snowden und Cliff Jackson und seinen Krazy Kats. 1933 war er mit Lucky Millinder in Europa, spielte zurück in New York mit Willie Bryant und 1934 bis 1936 mit Charlie Johnson. Nach kurzer Zeit 1937 mit Cab Calloway spielte er ab 1937 drei Jahre mit Edgar Hayes, mit dem er auch 1937/38 in Skandinavien war. 1941 arbeitete er mit Sidney Bechet und 1942 bis 1944 mit Cecil Scott und dann mit Gene Sedric und Art Hodes. Danach war er eine Zeitlang freischaffend tätig, besuchte erneut Europa, wo er 1948 auf dem Jazzfestival in Nizza mit Mezz Mezzrow spielte. 1949/50 spielte er mit Bob Wilber und danach mit Jimmy Archey, mit dem er 1951/52 Europa besuchte. Mitte der 1950er-Jahre spielte er auch mit Earl Hines in San Francisco und 1959 bei George Stevenson. In den 1960er-Jahren spielte er mit Dixieland-Bands. 
Er nahm nie unter eigenem Namen auf, aber z. B. mit Cliff Jackson, Edgar Hayes, Sidney Bechet, Slim Gaillard, Pat Flowers und Art Hodes. Tom Lord verzeichnet 45 Aufnahme-Sessions von 1927 bis 1971.

## Lexikalischer Eintrag
- Carlo Bohländer, Karl Heinz Holler, Christian Pfarr: Reclams Jazzführer. 3., neubearbeitete und erweiterte Auflage. Reclam, Stuttgart 1989, ISBN 3-15-010355-X.